# プロ野球12球団チャリティーマッチ -東日本大震災復興支援試合-
プロ野球12球団チャリティーマッチ -東日本大震災復興支援試合-（プロやきゅう12きゅうだん・チャリティーマッチ ひがしにっぽんだいしんさいふっこうしえんしあい）は、2011年4月2日・4月3日に開催した日本野球機構が管轄するプロ野球のオープン戦の大会である。

## 概要
当年3月11日に発生した東北地方太平洋沖地震を受けて、日本プロ野球は開幕を延期することを決めた。今回の震災で被災した東北地方の復興活動を支援し、また震災犠牲者への哀悼の意味を込めて、日本プロ野球選手会とプロ野球に参加する12チームが協力して、チャリティーオープン戦の開催を決定した。

## 大会日程
2011年4月2日・3日（雨天中止時の順延はなし）

## 組み合わせ
通常のオープン戦とは異なり、セ・リーグ、パ・リーグそれぞれのリーグ間での対戦となっている。これらは、当初この期間に開催される予定だった公式戦の日程と同じ組み合わせである。オープン戦であるため、公式戦への通算成績への反映はない。全試合デーゲーム。

## 試合組み合わせと結果
- 東京ヤクルトスワローズ対広島東洋カープ（明治神宮野球場）
- 横浜ベイスターズ対阪神タイガース（横浜スタジアム）
- 中日ドラゴンズ対読売ジャイアンツ（ナゴヤドーム）
- 北海道日本ハムファイターズ対東北楽天ゴールデンイーグルス（札幌ドーム）
- 埼玉西武ライオンズ対福岡ソフトバンクホークス（大津市皇子山球場）[1]
- オリックス・バファローズ対千葉ロッテマリーンズ（京セラドーム大阪）

結果
| 日付   | セ・リーグ      | 試合開始/試合時間/観客     | パ・リーグ           | 試合開始/試合時間/観客    |
| ------ | --------------- | -------------------------- | -------------------- | ------------------------- |
| 4月2日 | 中日0-3巨人     | 15時開始/2時間48分/13255人 | 日本ハム4-1楽天      | 14時開始/2時間25分/6525人 |
| 4月2日 | 横浜9-2阪神     | 13時開始/2時間45分/10282人 | 西武5-3ソフトバンク  | 13時開始/3時間14分/5748人 |
| 4月2日 | ヤクルト3-0広島 | 13時開始/2時間41分/9434人  | オリックス3-0ロッテ  | 13時開始/2時間50分/3918人 |
| 4月3日 | 中日6-3巨人     | 15時開始/2時間54分/15619人 | 日本ハム9-3楽天      | 13時開始/3時間4分/12608人 |
| 4月3日 | 横浜0-6阪神     | 13時開始/3時間5分/11153人  | 西武2-14ソフトバンク | 13時開始/3時間32分/6280人 |
| 4月3日 | ヤクルト6-1広島 | 13時開始/2時間27分/9543人  | オリックス1-5ロッテ  | 13時開始/2時間56分/5669人 |

## 共通の企画
- 震災被災地支援のための募金活動
- 試合前に両チーム選手代表からの挨拶
- 黙祷・半旗掲揚他